# Mk 29 (ミサイル発射機)

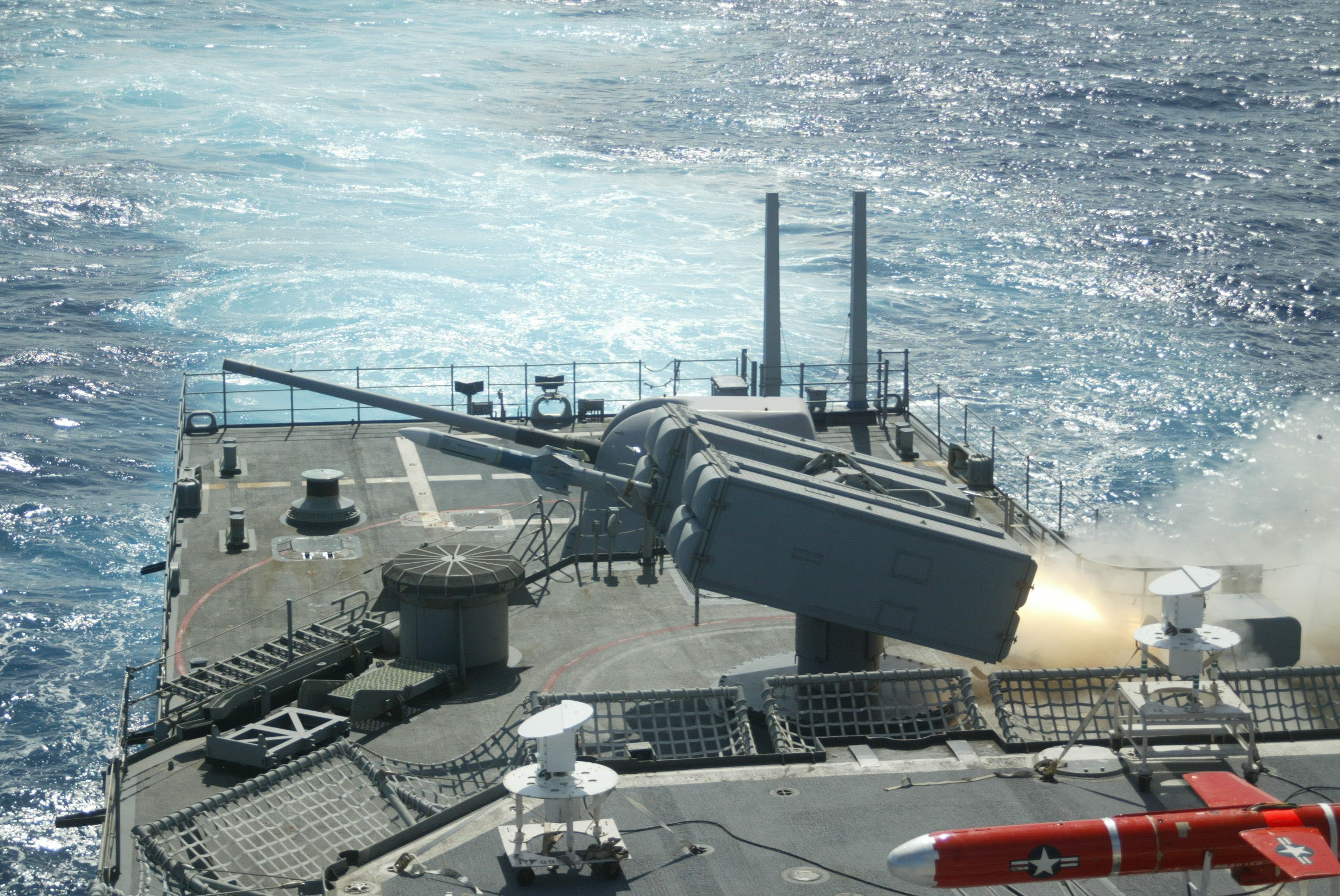
Mk.29 ミサイルランチャー

Mk 29 GMLS（英語: Mark 29 Guided Missile Launching System）とは、RIM-7 シースパロー / アルバトロス / RIM-162 ESSM専用の箱型8連装ミサイルランチャーである。

## 概要
本機は、シースパローIBPDMS（NATOシースパロー・ミサイルシステム、NSSMS）のためのミサイル発射機として開発された。原型となったシースパローBPDMSではMk.25 GMLSが用いられていたが、これはアスロック用8連装ミサイル発射機Mk.112を76mm連装砲のマウントと組み合わせて応急的に開発されたため、性能面で不満があった。特に旋回・俯仰速度が遅く（旋回速度は毎秒30度、俯仰速度は毎秒24度）、自艦に接近してきた対艦ミサイルが終末段階で高G機動を取る中で迎撃することは困難であった。
本機はこれらを改善した新設計機として開発された。外見上の最大の変化がキャニスターの小型化である。これはミサイルの改良に伴うもので、BPDMSで使われていたRIM-7Eではミサイルの動翼（前翼）が固定式であったため、キャニスターの対角線長を約1.1メートル取らざるを得なかったのに対し、IBPDMSではこれを折り畳み式とすることで、キャニスターの対角線長は約0.8メートルまで小型化された。また即応性とミサイル保護を両立するため、キャニスター前方部には合成樹脂製のカバーが取り付けられた。咄嗟会敵時には、ミサイルはこれを突き破って発射される。
なおイタリアでは、AIM-7Eをもとに開発したアスピーデの艦対空ミサイル版（アルバトロス）のために、76mmコンパット砲と共通のマウントを用いて、本機とほぼ同等の諸元を備えたミサイル発射機を開発した。これは日本で短SAM発射機3型（GMLS-3）としてライセンス生産化され、護衛艦に搭載された。
現在新造される水上戦闘艦では、シースパローやESSMをより耐候性や即応性に優れたMk.41/Mk.48VLSに搭載することが一般的であるが、比較的構造が単純であることから現在でも多くの国で運用されている。

### 諸元表
|          | Mk.29     | GMLS-3    |
| -------- | --------- | --------- |
| 全高     | 2.7 m     | 2.8 m     |
| 正面幅   | 3.6 m     | 3.8 m     |
| 奥行     | 3.8 m     | 3.9 m     |
| 重量     | 6.4 t     | 7.2 t     |
| 旋回速度 | 約45度/秒 | 約45度/秒 |
| 俯仰速度 | 約25度/秒 | 約25度/秒 |

## 搭載艦
アメリカ海軍
- スプルーアンス級駆逐艦
- キティホーク級航空母艦[注 1]
- 原子力空母「エンタープライズ」[注 1]
- ニミッツ級航空母艦
- ジェラルド・R・フォード級航空母艦
- ワスプ級強襲揚陸艦
- アメリカ級強襲揚陸艦
- サクラメント級高速戦闘支援艦
- ウィチタ級給油艦
- サプライ級高速戦闘支援艦

 アルゼンチン海軍
- アルミランテ・ブラウン級駆逐艦

 イタリア海軍
- 軽空母「ジュゼッペ・ガリバルディ」
- アウダーチェ級駆逐艦[注 1]
- デ・ラ・ペンネ級駆逐艦
- ルポ級フリゲート
- マエストラーレ級フリゲート
- ミネルヴァ級コルベット

 エジプト海軍
- デスクビエルタ級コルベット

 オランダ海軍
- トロンプ級フリゲート
- コルテノール級フリゲート
- ヤコブ・ファン・ヘームスケルク級フリゲート

 ギリシャ海軍
- エリ級フリゲート

 スペイン海軍
- デスクビエルタ級コルベット[注 2]

 タイ海軍
- ラタナコシン級コルベット

 デンマーク海軍
- ペダー・スクラム級フリゲート[注 1]
- ニールス・ユール級コルベット[注 3]

 ドイツ海軍
- ブレーメン級フリゲート

 トルコ海軍
- ヤウズ級フ/バルバロス級フリゲート

 ナイジェリア海軍
- フリゲート「アラドゥ」

 海上自衛隊
- はるな型護衛艦[注 1]
- しらね型護衛艦[注 4]
- はつゆき型護衛艦[注 5]
- あさぎり型護衛艦
- たかつき型護衛艦[注 6]

 ノルウェー海軍
- オスロ級フリゲート[注 1]

 ベネズエラ海軍
- マリスカル・スクレ級フリゲート

 ペルー海軍
- カルバハル級フリゲート

 ブラジル海軍
- ニテロイ級フリゲート[注 7]

 ベルギー海軍
- ウィーリンゲン級フリゲート

 ポルトガル海軍
- ヴァスコ・ダ・ガマ級フリゲート

 モロッコ海軍
- デスクビエルタ級コルベット